# 伊豆エメラルドタウン
伊豆エメラルドタウン（いずエメラルドタウン）とは、静岡県の伊豆の国市から函南町にまたがる別荘地。

## 概要
玄岳の西側山麓、富士見パークウェイの北方、富士箱根カントリークラブの西方・北西、南箱根ダイヤランドの南西、伊豆の国市の「奈古谷地区」から函南町の「平井地区」（一部「畑毛地区」）にかけての265万平米（東京ドーム57個分）の敷地に造成されており、敷地の広さでは伊豆最大の別荘地となっている。1968年（昭和43年）から開発が始まり、現在は総区画数約6000、総棟数約1400、定住人口約300人。

## 管理業務
企業管理が成されている周辺の他の別荘地と異なり、住民による管理組合が管理業務を行なっている。
元々は開発業者でもある株式会社大都が管理業務を行っていたが、1984年（昭和59年）に経営破綻、住民よって管理組合が組織され、現在まで自主的な管理業務が行われている。
1985年（昭和60年）から管理組合が生活に直結する「水道事業」も自主管理してきたが、開発業者が事業継続の手続きを行わないまま倒産したことで40年以上無認可の状態が続いていた。大都との間で水道施設の所有権を巡って訴訟合戦に発展したが、大都に対して2006年（平成18年）10月に破産手続開始の決定がなされ、2007年（平成19年）1月に破産手続きが開始、その後2012年（平成24年）9月に至って和解が成立し、正式に所有権が管理組合に移転された。その後、行政との間で水道事業の移管のための話し合い・調整が行われ、2025年4月から伊豆の国市みどり区簡易水道として公営化されることが決定した。

## 沿革
- 1968年（昭和43年） - 株式会社大都により開発開始。
- 1984年（昭和59年） - 株式会社大都が経営破綻。住民による管理組合が組織され、自主管理が始まる。
- 2006年（平成18年）10月 - 株式会社大都に対して破産手続開始の決定がなされる。
- 2007年（平成19年）1月 - 株式会社大都の破産手続きが開始。
- 2012年（平成24年）9月 - 和解が成立し、無認可違法水道施設の所有権が管理組合に正式に移転。

## 交通・アクセス
外部との出入りは、まず南方の富士見パークウェイを利用して、韮山地区の中心部や、伊豆スカイラインの韮山峠ICと接続できる。他には西方の山道を利用して奈古谷温泉・畑毛温泉方面と接続したり、北接する別荘地「南箱根ダイヤランド」の敷地を通って北方の県道11号（熱海函南線）新道と接続することもできる。
最寄り駅は伊豆箱根鉄道駿豆線の韮山駅であり、JR東海道本線では函南駅。

### タウンバス
別荘地内では住民の共益費によって「タウンバス」が運行されており、別荘地内の17のバス停と韮山駅や函南町市街地・函南駅などをつないでいる。